# Собор Пресвятої Діви Марії Переможниці (Тяньцзінь)

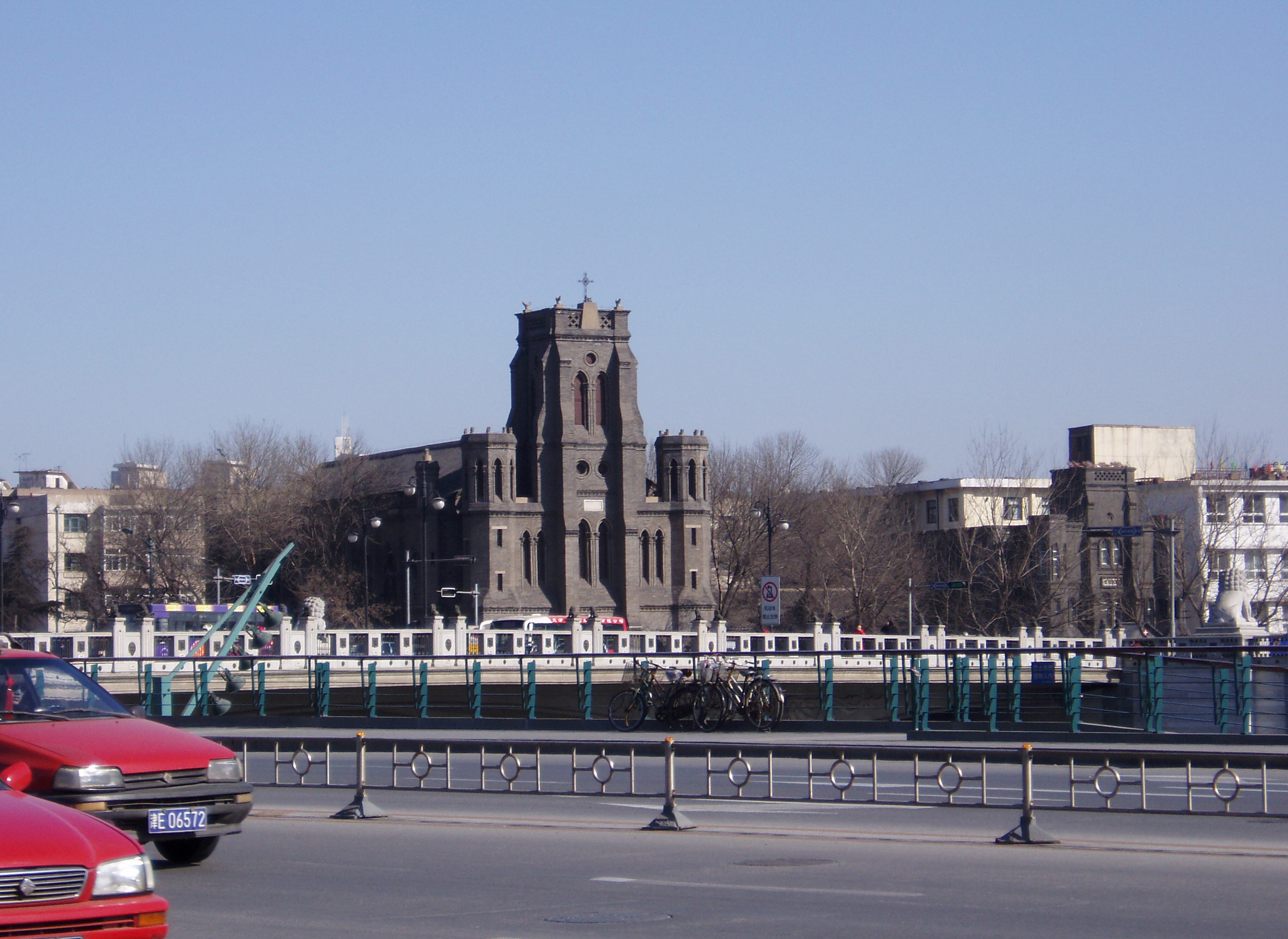
Собор Пресвятої Діви Марії Переможниці, Тяньцзінь, Китай

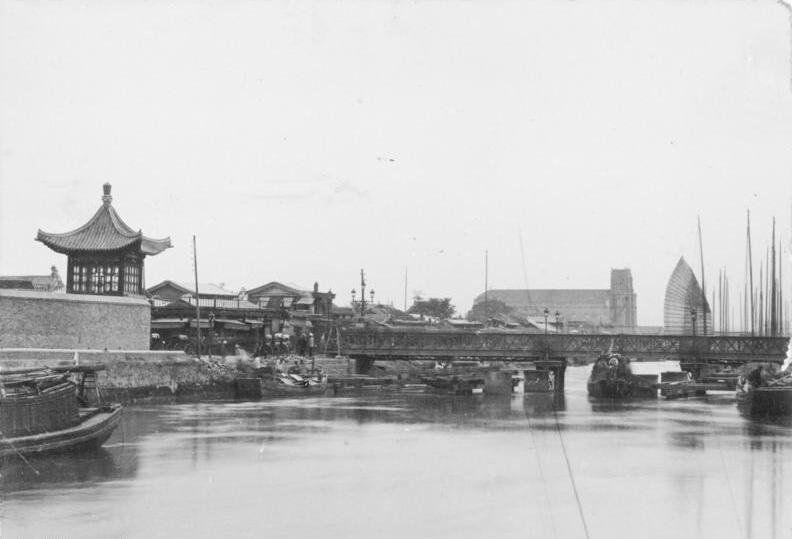
Собор Пресвятої Діви Марії Переможниці, Тяньцзінь, 1898

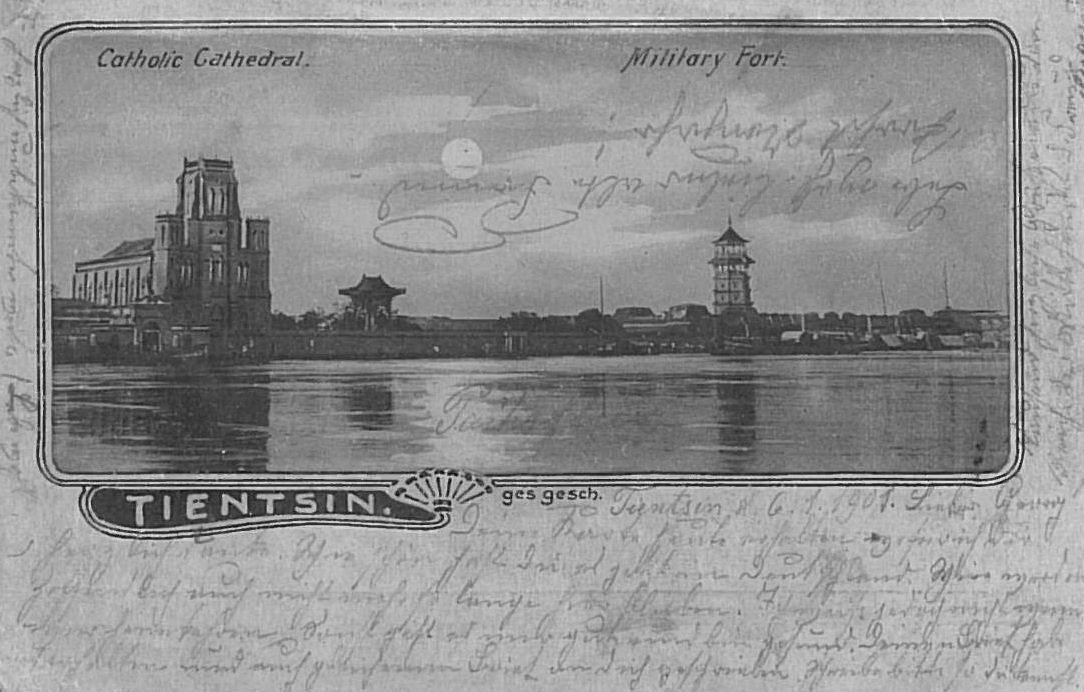
Собор Пресвятої Діви Марії Переможниці, Тяньцзінь, 1900

Собор Пресвятої Діви Марії Переможниці або Церква Ванхайлоу (кит.: 望海楼教堂) — католицька церква, що знаходиться в районі Хебей міста Тяньцзінь, КНР.

## Історія
Перша церква Пресвятої Діви Марії Переможниці, збудована у 1861 у неороманському стилі для французів, які проживали у Тяньцзіні, була спалена 21 червня 1870 під час гонінь на християн. Друга церква була побудована в 1897 і знову була спалена під час повстання Іхетуань в 1900. Сучасний храм збудований у 1904 на території французької концесії.
До 1914 року церква Пресвятої Діви Марії Переможниці була кафедральним собором єпархії Тяньцзіна.
У 1914 році кафедру єпископа перенесено до церкви святого Йосипа.
У 1976 році значно постраждала під час землетрусу та актів вандалізму. 
У 1983 році відновлено.
У 1986 році відновлено богослужіння. Нині знаходиться у віданні проурядової Католицької Патріотичної Асоціації.
У 1988 році собор внесений до списку пам'ятників КНР, що охороняються.

## Джерело
- Corinne de Ménonville, Les Aventuriers de Dieu et de la République, Paris, Les Indes Savantes, 2007